# Ivan Deiànov
Ivan Deiànov   (Sofia, 16 de desembre de 1937 - 26 de setembre de 2018) fou un futbolista búlgar de la dècada de 1960.
Fou 10 cops internacional amb la selecció búlgara amb la qual participà a la Copa del Món de Futbol de 1966.
Pel que fa a clubs, defensà els colors de Lokomotiv Sofia.
Trajectòria com a entrenador:
- 1971-1976 Lokomotiv Sofia (futbol base)
- 1977 Al-Yarmouk
- 1977-1978 Al-Ahly Bengasi